# Pilemia griseomaculata
Pilemia griseomaculata är en skalbaggsart som beskrevs av Maurice Pic 1891. Pilemia griseomaculata ingår i släktet Pilemia och familjen långhorningar. Inga underarter finns listade i Catalogue of Life.